# David Evans (militaire)
Pour les articles homonymes, voir David Evans et Evans.
David Evans (né Selwyn David Evans) est un officier de la Royal Australian Air Force (RAAF), né le 3 juin 1925 à Paddington (Nouvelle-Galles du Sud) et mort le 2 septembre 2020.

## Biographie

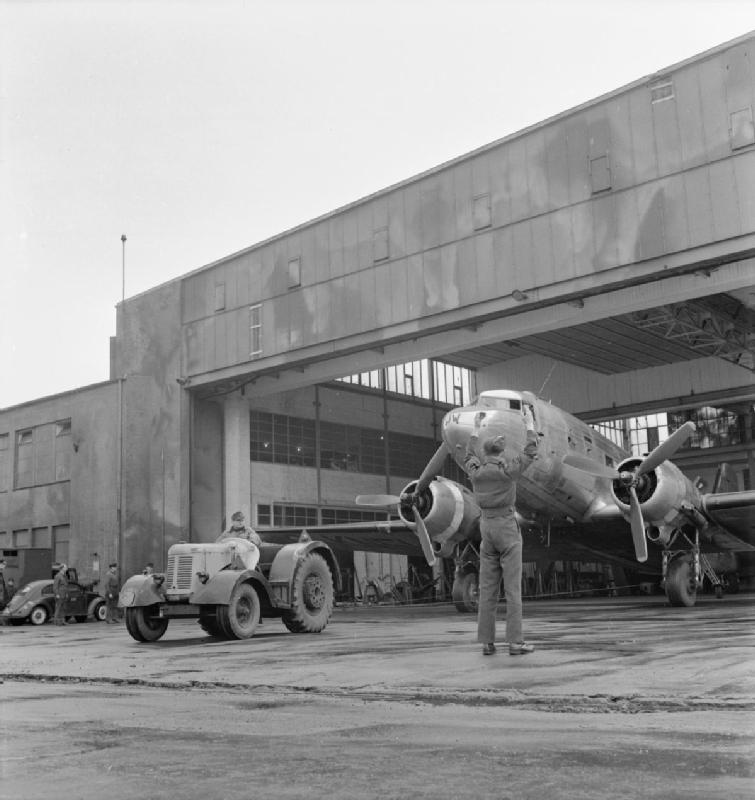
Un RAF Dakota à Lübeck (Allemagne de l'Ouest) pendant le blocus de Berlin en avril 1949.

### Guerre du Vietnam

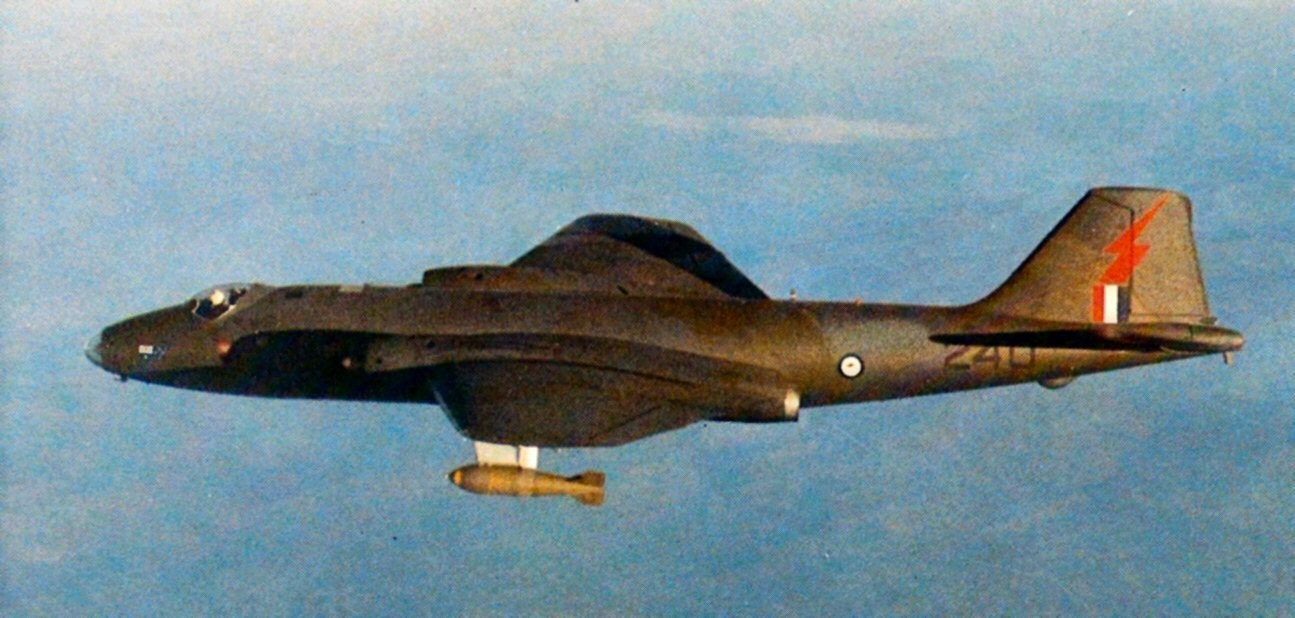
No. 2 Squadron Canberra au-dessus du Vietnam.

## Publications
- (en) David Evans, Down to Earth : The Autobiography of Air Marshal David Evans, AC, DSO, AFC, Canberra, Air Power Development Centre, 2011 (ISBN 978-1-02-980059-8, lire en ligne)
- (en) David Evans, A Fatal Rivalry : Australia's Defence at Risk, South Melbourne, Victoria, Macmillan, 1990, 172 p. (ISBN 0-7329-0146-4)
- (en) David Evans, War : A Matter of Principles, Canberra, Aerospace Centre, RAAF Base Fairbairn, 2000 (ISBN 0-642-26555-0, lire en ligne)